# Малики (город)
Ма́лики (алб. Maliqi) — город на юго-востоке Албании, примерно в 13 км к северо-западу от города Корча, на реке Деволи, на высоте 12 м над уровнем моря. Административный центр муниципалитета Малики в области Корча.

## История
Возраст поселения — около 4000 лет. При спасательных археологических полевых работах перед углублением русла реки Деволи для  осушения озера Малики найдено свайное поселение предысторической эпохи, существовавшее в неолит, энеолит, бронзовый век и ранний железный век. Интенсивная застройка с высоким культурным, социально-экономическим и религиозным развитием делает его важным центром, сравнимым с крупными центрами Фессалии в Греции. Раскопки проводились в 1960 и 1980-х годах. Раскопками руководил археолог Франо Пренди. Хронология Малики взята за основу для изучения доисторических центров Греции, Северной Македонии, Косово и Сербии.  На основе изучения материалов Малики определён путь формирования иллирийского населения в эпоху бронзы в Албании. Находки хранятся в Национальном археологическом музее в Тиране.
В историческую эпоху область города населяло иллирийское племя дассаретии (дассаренцы).
У села Совьяни к северо-западу от Малики находится важный археологический центр — доисторическое поселение, раскопанное с 1993 года албанско-французской экспедицией. Поселение существовало в бронзовый век и ранний железный век. Отличается сохранностью деревянных построек.
У села Подгория к северо-западу от Совьяни находится доисторическое поселение, одно из важнейших для Албании периода раннего неолита.
Важнейшим центром был город в Hija e Korbit близ Малики, основанный в середине IV века до н. э., во времена царя Бардила. Видны стены из крупных камней, которые окружали самую высокую часть холма, контролировавшего ущелье Деволи, где проходила естественная дорога, соединяющая побережье Иллирии с Македонией. Клад из 618 серебряных монет случайно найден в Hija e Korbit в 1982 году. Афинские тетрадрахмы датируются V веком до н. э., а тетрадрахмы Антигона Гоната — III веком до н. э. В клад входит 426 монет Александра Македонского (8 тетрадрахм и 418 драхм). Находки хранятся в Национальном археологическом музее в Тиране. Часть клада хранится в музее Банка Албании. Древнее название города неизвестно, но считается, что это Koragos, которое в переводе с древнегреческого означает «ворон» (др.-греч. κόραξ, алб. korb).
Между древним иллирийским городом и современной деревней Клоча (Клёча, к югу от Малики) находится хорошо сохранившийся древний замок, относящийся к поздней античности (около IV—VI вв.).
У села Сюмиза (Сюмизи, к северу от Малики) находится ещё один важный укреплённый город (Gradishta e Symizës), основанный вместе с Hija e Korbit в середине IV века до н. э. Археологические раскопки, проведённые в 1976—1977 гг., выявили окружающие стены и некоторые древние постройки. Его положение над ущельем Деволи совпадает с описанием иллирийского замка Антипатрея (др.-греч. Αντιπατρια), завоеванного римлянами во время военной кампании в Дассаретии. Антипатрея ошибочно отождествляется с Бератом, но согласно древним источникам это был город Дассаретии и располагался в области Малики.
В Средние века наиболее интересным центром на территории муниципалитета Малики является Зереци, где, согласно книге Гьона Музаки, феодальный род Музака построил церковь в Bungë (лесу из дуба скального, где, по словам Гьона Музаки, находились могилы его предков.
На месте современного города находилось большое одноимённое озеро площадью 80 км², окруженное болотистыми лугами, представляющее собственно болотистую реку. На озере находили приют и отдых дикие гуси, утки и другие перелётные водоплавающие птицы. В течение многих десятков лет заболоченная равнина с озером Малики являлась крупнейшим рассадником малярии, которой болели почти все без исключения жители этого района Албании. После создания Народной Республики Албании было принято решение осушить озеро Малики. Осушение озера началось в 1947 году и завершено в 1950 году, в результате чего было осушено около 9000 га земель, из которых 4500 га занимают сельскохозяйственные угодья. Правительство объявило осушение озера народной стройкой, на которую съехались люди со всех концов страны. Над осушением работало около 12—13 тысяч рабочих в течение почти 4 лет. Углубили русло реки, и вода из озера ушла в неё. Пришлось нарезать целую сеть осушительных каналов общей длиной 73 км.
Современный город построен в 1950-е годы в период «народной власти» по градостроительному плану советского типа, после осушения одноимённого озера.

## Сахарная промышленность

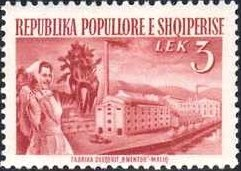
Сахарный комбинат в Малики на почтовой марке номиналом 3 лека 1953 года

На бывшем дне осушенного озера создана ирригационная система и созданы свекловичные плантации госхоза «Малики», крупнейшего в стране. Выращивать сахарную свеклу в Албании начали с 1948 года; тогда впервые было посеяно 1300 га этой культуры. В 1956 году свеклу сеяли уже на площади около 5500 га. 13 % из этих посевов принадлежали госхозу «Малики». В 1956 году в этом хозяйстве было посеяно 650 га фабричной сахарной свеклы. Свеклосеянием занимались только в области Корча, где в 1950-х годах эта культура занимала 9 % всей пахотноспособной земли.
Построенный при госхозе «Малики» в 1951 году сахарный комбинат им. 8 ноября был первым крупным предприятием албанской пищевой промышленности, единственным крупным в стране предприятием албанской сахарной промышленности и одним из основных объектов первой пятилетки. Его строительство и производство фабричной сахарной свеклы для обеспечения его нужд было предусмотрено по двухлетнему плану развития народного хозяйства на 1949—1950 гг. Комбинат построен при технической помощи СССР Комбинат включал в себя завод по производству сахарной пудры, завод по сушке тростника, электростанцию и механический цех. При полной нагрузке комбинат проектная мощность комбината составила 9—11 тысяч тонн сахара ежегодно. В 1960 году мощность доведена до 14 тысяч тонн. Этого количества сахара хватило для полного удовлетворения нужд населения страны, а также для экспорта.
После падения коммунизма в Албании город пришёл в упадок. Сахарный комбинат не выдержал правил рыночной экономики и был закрыт.
Бывший комбинат в 2020-х годах превращён в гастрономический центр.

## Спорт
В Малики базируется футбольный клуб «Малики».